# Lederkanone

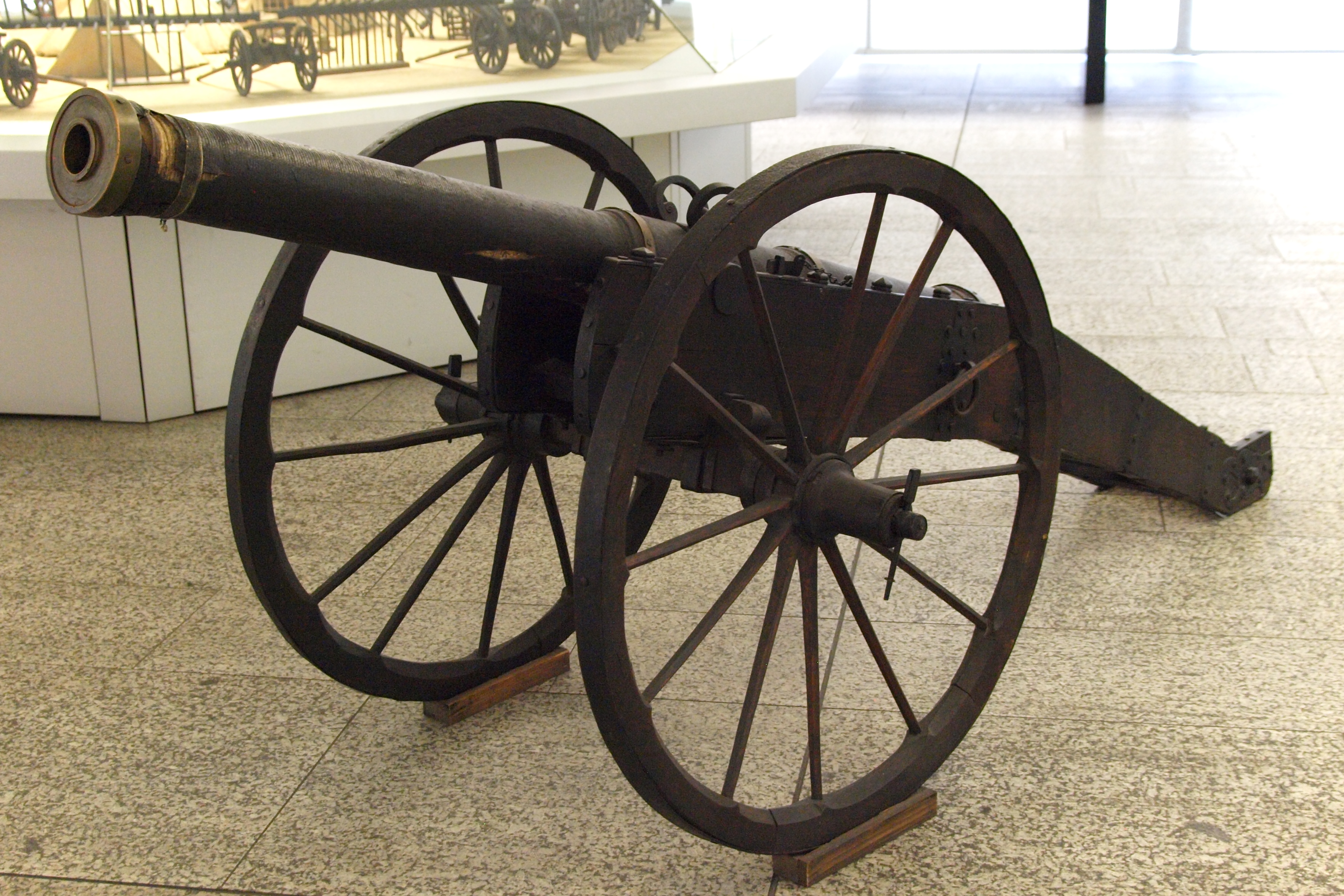
Lederkanone im Germanischen Nationalmuseum Nürnberg

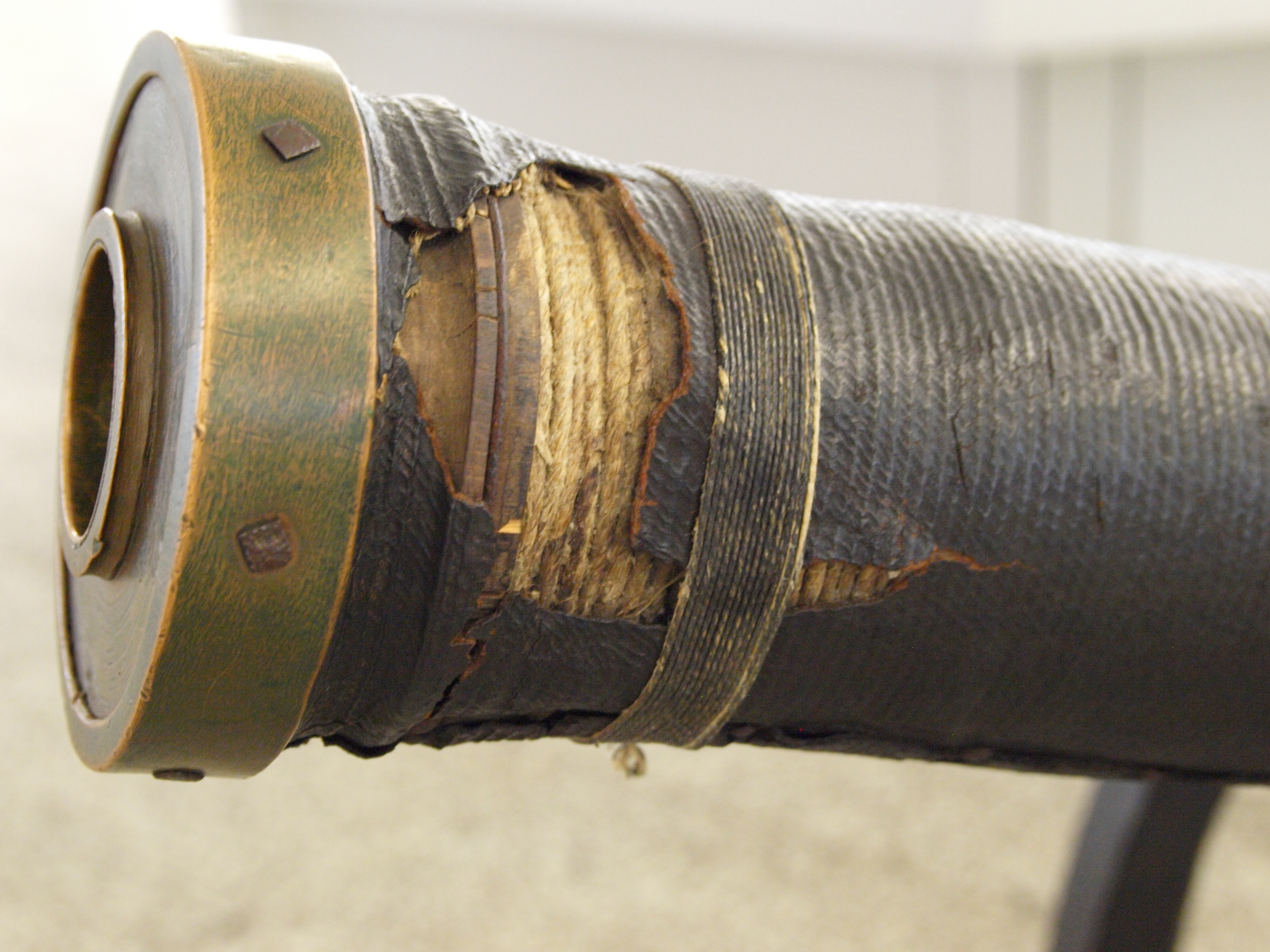
Detail des beschädigten Laufes vor der Mündung

Die lederne Kanone war ein leichter Geschütztyp, der im frühen 17. Jahrhundert eine kurze Blütezeit erlebte. Eine erstmalige, wenn auch nur kurzzeitige Verwendung fand sie in Schweden, zwischen 1627 und 1629/1630, während des Polnisch-Schwedischen Krieges und des Dreißigjährigen Krieges.
Die Kanone bestand aus einem Kupfer- oder Eisenrohr, das mit eisernen Ringen, Leinen, Tauwerk und Leder verstärkt war, und auf einer vergleichsweise leichten Holzlafette ruhte. Mit rund 140 Kilogramm wog die Lederkanone etwa nur ein Drittel eines üblichen Feldgeschützes. Aufgrund ihres geringen Gewichts konnte sie, von nur einem Pferd oder der Geschützbedienung selbst, rasch bewegt werden. Das verschaffte ihr in unwegsamem Gelände oder während der Schlacht einen Vorteil gegenüber Geschützen von höherem Gewicht.
Die Leichtbauweise erlaubte lange Jahre nur den Schuss mit Traubenhagel, was aber dem Konzept der Lederkanone als Nahkampfunterstützung der Infanterie entsprach. Erst 1660 kam in Russland ein Modell für Vollkaliberkugeln auf. Zum letzten Kampfeinsatz kam es 1689, in der Schlacht von Killiecrankie, während des ersten Jakobitenaufstands. Ein letztes Mal abgefeuert wurden die Lederkanonen 1788 in Edinburgh, für drei Salutschüsse.
Die mangelnde Robustheit, insbesondere das rasche Erhitzen des Rohres im Gefecht und die Witterungsanfälligkeit der Lederumwicklung, bedeutete für diesen an sich innovativen Geschütztyp letztlich das Aus. Ihre Aufgabe als Infanteriegeschütz übernahmen das Regimentsstück und die Amüsette.

## Geschichte

### Unbekannter Ursprung und Schweizer Modellentwicklung
Über die Lederkanone bestehen keine konkreten Angaben bezüglich ihres Erfinders. Belegt ist der Bau und die Erprobung einer Lederkanone durch den Schweizer Philipp(e) Eberhard (12. Juni 1563 – 5. Mai 1627) aus Zürich. Dieser war im Laufe seiner Tätigkeit u. a. für die Stadtbefestigungen zuständig. Zum Zeitpunkt seiner Erprobungen (1. August 1622) besuchte ein Obrist von Wurmbrand die Stadt. Ob dieser der oft erwähnte Freiherr Melchior von Wurmbrandt-Stuppach (1586–1637) war, ist nicht genau belegt. Am 9. Januar 1623 bekamen Philipp Eberhard und Alexander (Bier) Brüyer (Kupferschmiedmeister) vom Züricher Bürgermeister Holtzhalb und den verordneten Rächenherrn (Ratsherren) den offiziellen Auftrag für die Herstellung einer Lederkanone. Als erstmalige Bezahlung standen an: „25 Gulden, 4 Mütt Weizen oder Dinkel, 4 Eimer Wein und 2 Klafter Holz.“ Eberhard produzierte von 1623 bis 1627 zusammen mit seinem Partner Alexander (Bier) Brüyer († 10. März 1639) und seinem Gehilfen und Schwager Brändli insgesamt fünf Lederkanonen als Vorder- und Hinterladermodelle sowie vier Ledermörser. Diese Lederkanonen waren als stationäre Geschütze für die Befestigungen der Stadt vorgesehen.

### Einsatz im schwedischen Heer
Erst 1625 bot Melchior von Wurmbrand seine Lederkanone dem schwedischen König Gustav II. Adolf an. Aus einem von Olof Granberg zitierten Brief bekam er eine Empfehlung von Johan Skytte, dem Erzieher von Gustav II. Adolf von Schweden. Bereits am 15. und 20. Juli desselben Jahres führte er in Stockholm erste Versuche und Vorführungen durch. Wurmbrandt bekam den Auftrag zum Bau der Lederkanonen. Als Belohnung wurden ihm das Gut Juleta (in Södermanland), eine Reihe von Eisenwerken und eine Gratifikation von 12.000 Talern übertragen. Im gleichen Jahr 1625 begann Wurmbrandt in Stockholm und Arboga, zusammen mit Jacob Motell als Helfer, mit der Herstellung der Lederkanonen sowie der Produktion von Spezialmunition (Traubenhagel) durch Hauptmann Evert von Hoelle (die schwedischen Lederkanonen waren ausschließlich für den Verschuss derartiger Streumunition vorgesehen). An der Herstellung waren unter anderem folgende Personen beteiligt: die Zinngießer Simon Hansson und Erik Anderson, der Seiler Michel, der Kanonengießer Metardus Gessus, eine Anzahl von Sattlern, Goldschlägern und Papiermachern. Ende September 1627 wurde die erste Serie schwedischer Lederkanonen ausgeliefert.
Im Zuge des Polnisch-Schwedischen Krieges landeten am 9. Oktober 1627 im polnischen Preußen zu Elbing die ersten 16 schwedischen Lederkanonen. Von ihnen nahm von Wurmbrandt zwei Sechspfünder und vier Dreipfünder am 13. Oktober mit zur Belagerung von Wormditt, wo dieser Geschütztyp seinen ersten militärischen Einsatz hatte.
Eine wichtige Komponente der auf offensive Kriegsführung hinzielenden taktischen Reform Gustav Adolfs war die Entwicklung dieser leichten Geschütze, die leicht zu bewegen waren und den Feldeinheiten (Infanterieregimentern) zuzuordnen waren. Die seinerzeit gebräuchlichen Geschütze waren zu schwerfällig, um mit der beweglichen Kavallerie mitkommen zu können. Die neue Kanone wog nur 50 kg (90 Pfund) und konnte von zwei Personen getragen werden. Sie war etwa 1,20 m lang und hatte ein Kaliber von 8 cm. Wegen ihrer komplizierten Konstruktion und Materialschwäche kam sie jedoch nur kurze Zeit zum Einsatz, so etwa am Ende des Polnischen Feldzuges von 1628/29.
Den Höhepunkt in der Geschichte der schwedischen Lederkanonen bildeten die Kämpfe an der Weichselmündung zur Sommersonnenwende 1628. Es galt die polnische Flotte zu vernichten, die die Flussmündung blockierte. Der König selbst durchzog mit acht Lederkanonen ein Gelände, das als völlig unpassierbar für herkömmliche schwere Artillerie galt und kam unbemerkt bis in Schussweite. Ein großer Teil der polnischen Flotte wurde vernichtet und die Blockade war beseitigt.
Es zeigten sich dabei gravierende Nachteile, so konnten nur 10 bis 12 Schuss hintereinander abgefeuert werden. Dann musste die Kanone auskühlen. Darum und auch aufgrund ihrer arbeitsintensiven Herstellung musterten die Schweden die Waffe nach nur drei Jahren wieder aus. Dennoch galten die Lederkanonen als technische Sensation und genossen zeitweilig einen legendären Ruf.

Bereich des Schildzapfens einer Lederkanone von Ludvig Ripp

### Weiterentwicklungen von Ludwig Ripp und Robert Scott
Im Jahre 1628 erschienen plötzlich zwei neue, bis dahin unbekannte Erfinder: der Deutsche Ludvig Ripp und der Schotte Robert Scott. Scott, sein Neffe James Weymess und James Turner traten 1623 in schwedische Dienste und machten während dieser Zeit Bekanntschaft mit den Lederkanonen. Aufgrund ihrer Erfahrungen entwickelten sie diesen Geschütztyp weiter. Am 2. Januar 1628 gab es ein Vergleichsschießen der Lederkanone Scotts gegen das Modell von Ripp auf der Flottenbasis Skeppsholmen in Stockholm. Scott verlangte für seine „Erfindung“ 14.800 Taler, dies war aber der schwedischen Regierung zu teuer, zudem befanden sich die Lederkanonen Wurmbrandts noch im Einsatz. Ripps Lederkanone wurde seinerzeit von vielen als Kopie Wurmbrandts bezeichnet. Scotts Modell hatte als Neuerung Eisenringe zur Verstärkung auf dem Ledermantel und unterschied sich sehr von dem Typ Wurmbrandts. Aufgrund ihrer Metallringe ähnelte sie eher einer Holzkanone. Keines der Modelle wurde angenommen. Ripp beendete seine Versuche und wurde Zeugmeister in Riga (bis 1643). Seine Versuchskanone schenkte er danach Reichskanzler Axel Ochsenstierna. Ihr heutiger Standort sind die Livrustenkamaren Stockholm.
Im gleichen Jahr 1628 verließ Robert Scott den schwedischen Dienst und verkaufte seine Lederkanone nach Kopenhagen/Dänemark durch Vermittlung des dänischen Gesandten Erik Krabbe, der dem Vergleichsschießen in Stockholm beigewohnt hatte. Dort trat er in dänische Dienste ein und baute (Leder-)Kanonen bis zu seinem Abschied. Robert Scott wanderte 1630 mit der Familie und dem Neffen Weymess nach England aus. Dort bekam er eine Pension von König Charles I. und wurde zugleich englischer Staatsbürger. In Vauxhall führte Scott seine Versuche weiter. Er starb 1631, und auf seinem Epitaph in der Lambeth Church in London ist er als Erfinder bezeichnet. Sein Neffe Weymess übernahm die weitere Forschung seines Onkels unter königlicher Schirmherrschaft Charles’ I.

### Ausmusterung 1629/1630
Der letzte aufgezeichnete Einsatz der schwedischen Lederkanonen erfolgte in der Schlacht bei Hönigfelde am 26. Juni 1629, als alle zehn Lederkanonen, die an der Schlacht teilnahmen, den Polen in die Hände fielen. Die Polen behielten sechs Stück und vermachten ihren kaiserlichen Verbündeten vier Stück, wahrscheinlich über Hans Georg von Arnim-Boitzenburg an Wallenstein, eigentlich Albrecht Wenzel Eusebius von Waldstein, Herzog von Friedland. Der Verlust der zehn Lederkanonen machte den einstmals taktischen Vorteil zunichte, da nun der Gegner die Schwächen und Nachteile der Lederkanone erkannte. Durch die Leichtbauweise der Lederkanonen waren die Lafetten geradezu zierlich und damit wenig robust. Die Rohre konnten nicht mehr als 10–12 Schüsse in kurzer Folge abgeben, dann mussten sie abkühlen. Trotz Imprägnierung mit Teer und Pech waren sie sehr witterungsempfindlich und nur für Traubenhagel (nicht für Vollkaliberkugeln) ausgelegt. Zudem waren die neuen „Regimentskanonen“ nun als Nachfolger schon in großer Stückzahl vorhanden.
Am 23. Dezember 1629 verfügte Gustav II. Adolf die Schließung der Wurmbrandt’schen Fabriken in Arboga. Sie wurde 1630 dem schottischen Obristen Alexander Hamilton (19. Juni 1609 – 9. März 1649) zur Herstellung eigener Waffen übergeben. Möglicherweise erhielt der polnische König Sigismund III. Wasa während eines Besuchs in Marienwerder zwei der sechs eroberten Lederkanonen als persönliches Geschenk. Die übrigen schwedischen Lederkanonen wurden zunächst in Elbing gelagert und dann ins Stockholmer Waffenarsenal verbracht („… Ganz oder in Stücken unterschiedlicher Größe und eine Reihe von mehr als 30 …“).
Als schwedische Truppen während des Dreißigjährigen Krieges Anfang April 1631 vor den Mauern der kaiserlich besetzten Stadt Frankfurt an der Oder standen, zählten Lederkanonen vermutlich nicht mehr zu ihrem Waffenarsenal. Das fiel anscheinend auch den Belagerten auf. Nur so scheint erklärbar, dass die Schweden von den Mauern herab als „Heringsfresser“ verhöhnt wurden, die vor Hunger wohl sogar ihre Lederkanonen verzehrt hätten.
Wurmbrandt ging zurück auf sein Gut Juleta und eröffnete dort eine Kanonengießerei bis zur Jahreswende 1631. Mit Urkunde vom 6. November 1631 verpachtete Wurmbrandt sein Gut Juleta auf drei Jahre an Jakob De la Gardie. Dieser beklagte sich drei Monate später bitter über den unfertigen Bauzustand. Wurmbrandt wurde 1632 Kommandant von Donauwörth und Lauingen. Er war an der Schlacht bei Nördlingen 1634 beteiligt und konnte ins Elsass fliehen. 1636 wurde er bei Kechersberg im Elsass von Kroaten gefangen genommen. 1636 und wohl auch 1637 führte er einen Rechtsstreit um die Ansprüche an der Komturei Nemerow mit Graf Heinrich Volrath von Stolberg. Er starb 1637. Ein Briefwechsel aus dem Jahr 1638 belegt das weitere Schicksal der Güter in Juleta: Gegen eine Anleihe von 70.000 Kronen zu Gunsten Gustav II. Adolfs erhielt Paul Khevenhüller das Gut zum Pfand, später wurde Juleta bis 1650 an Hendrik Trip verpachtet.

### Russische Produktion nach Schweizer Patent
Bereits 1630 fertigte in Moskau der ausländische (genaue Herkunft unbekannt) Kanonenbaumeister Julius Koät Lederkanonen nach Schweizer Patent. Diese entsprachen im Aufbau vollständig den von den Schweden eingesetzten Lederkanonen, waren nur für Kartätschen-/Hagelmunition gedacht und hatten die gleichen Probleme bezüglich der Erhitzung des Rohres, das aufgrund der Mehrschichtenbauweise nicht schnell genug abkühlen und bersten konnte. In dieser Quelle taucht das erste Mal der Begriff „Patent“ auf.

### Verbreitung und Weiterentwicklung im übrigen Europa
Derweilen entwickelte sich ab 1630 eine wahre Erfinderflut. In ganz Nordeuropa gab es nun neue Erbauer von Lederkanonen.
- 1630 gab es Versuche eines Geistlichen in Antwerpen, „welche Art“ Geschütz am besten auf Seeschiffen dienlich sei.
- 1631–1633 stellte der Augsburger Goldschmied und Stückmeister Georg Lotter für das Fürst-Erzbistum Salzburg sieben bis acht Lederkanonen her.
- 1632 nach dem Tod Gustav II. Adolfs ging Alexander Hamilton in die Dienste von Herzog Wilhelm von Sachsen-Weimar. Dort erhielt er eine Artillerie-Gießerei in Suhl, Thüringen. Johann Ludwig Hektor Graf von Isolani zerstörte im Oktober 1634 Suhl und die dortige Gießerei. Nach der Zerstörung Suhls ging Alexander Hamilton 1635 zurück nach England und bekam eine Pension von König Charles I. Im südlich von Edinburgh gelegenen Potterrow Port eröffnete er eine Gießerei.
- Am 16. Juni 1632 wurde Alexander Koät (Bruder oder Sohn des Julius Koät, Quellenlage ist dazu unklar) aufgrund einer Schießvorführung mit einer Lederkanone vom Zar belobigt. Der Zar war von den leichten Lederkanonen begeistert und wies Koät an, diesen Kanonentyp weiterzuentwickeln. Als Meister Julius Koät 1634 starb, wurde zunächst die Produktion der Lederkanonen in Russland eingestellt, da es keinen Nachfolger gab.
- 1633 soll ein gewisser Cornelius Schmit in Amsterdam ein Patent für eine Lederkanone erhalten haben.
- 1634 wird der Genueser oder für Genua bauende Marin Marini erwähnt. An seinem Typ der Lederkanone wurde das Kupferrohr mit Leisten und Eisenringen verstärkt, anschließend mit Seil gewickelt, mit Holzleisten belegt und schließlich mit Leder bezogen. Dies wurde zuerst in langer Zylinderform, dann in kurzer Topfform (vergleichbar einem Mörser) durchgeführt, eventuell eine Anlehnung an das Modell von Scott.
- 1637 waren die Geldmittel von Weymess erschöpft und er erhielt eine Zuwendung von König Charles I. Er sollte nun Lederkanonen gegen seine alte Heimat Schottland bauen. In diesem Zwiespalt wurden die ersten seiner Lederkanonen erst 1643 fertig gestellt.
- 1638 bekam Hamilton einen Brief von seiner Verwandtschaft in Schottland und wechselte die Seiten. Im Herbst 1638 überarbeitete er seine alten Modelle auf Basis der Konstruktionen in Suhl.
- Im Februar 1639 wurden die ersten Lederkanonen in Edinburgh hergestellt.
- Im April 1639 erhielt der Earl of Montrose die ersten Stücke.
- 1640 bis 1650 ist der Bestand von Lederkanonen noch im Zeughaus Stockholm nachgewiesen (Quelle: Turner James). Danach ist der Verbleib der Wurmbrandt’schen Lederkanonen unbekannt.
- 1640 vermutete Obrist Hinze, dass diese Wurmbrandt’schen Lederkanonen von Sir Alexander Leslie zur Schlacht nach Newbourne/Newburn (28. August) gebracht worden waren. So sollte ein Teil des „schwedischen“ Soldes von Leslie in Musketen und Kanonen bezahlt worden sein.
- 1647 wurde bei einem Brand des Arsenals in Kopenhagen die Lederkanone aus dem Jahre 1628 von Robert Scott vernichtet.
- 1649 starb Alexander Hamilton.
- 1651 stellte Weymess neue Lederkanonen her. Am 3. September 1651 verlor Weymess das zweite Mal seine Artillerie bei Worchester. Hier wurde er gefangen genommen und bis 1654 in Windsor Castle inhaftiert. 1661 wurde Weymess wieder als „Master Gunner of England“ und General der Artillerie in Schottland geführt. 1667 starb er in Schottland.
- 1660 kam auf Drängen des Zaren in Russland eine neue, verbesserte Version der Lederkanone auf den Markt. Diese hatte ein stärkeres Seelen-Rohr und konnte nun erstmals auch massive Eisenkugeln verschießen. Zudem wurden über die äußere Lederschicht zusätzlich Metallbänder oder teilweise sogar ein kompletter Metallmantel aufgezogen – möglich, dass nun der schottische Typ gebaut wurde. Als Erbauer wird ein „Jagan Van Stolper“ genannt. Er soll bis 1661 zwei Kanonen gebaut haben. Eine davon ging als „Ostergeschenk“ an den Zaren.
- Am 26. Juli 1689 gab es ein letztes Gefecht mit Lederkanonen bei Killiecrankie. Der schottische General Hugh Mackay provozierte einen Angriff auf die Jakobiten.

Damit endet die Geschichte der Lederkanone in Europa.
Von 1622 bis 1689, gerade einmal 67 Jahre lang, waren die Lederkanonen im Einsatz, davon nur drei Jahre in schwedischen Diensten. Dennoch blieb der Mythos dieser einzigartigen Kanone stets mit dem Namen König Gustav II. Adolfs von Schweden verbunden.

## Museale Rezeption
Erhaltene Exemplare können in folgenden Museen besichtigt werden:
- Königliches Dänisches Zeughausmuseum, Kopenhagen
- Heeresgeschichtliches Museum, Wien[3]
- Germanisches Nationalmuseum, Nürnberg[4]
- Palace Armoury im Großmeisterpalast, Valletta